# 短鰭䱻
短鳍䱻（学名：Hemibarbus brevipennus）为輻鰭魚綱鯉形目鲤科䱻属的鱼类。在中国，分布于浙江省的瓯江、灵江等水系，常栖息于江河湖泊缓流区。该物种的模式产地在浙江临海、天台。體長可達35.1公分。

## 扩展阅读
維基物種上的相關：短鳍䱻